# Marki
Marki là một thành phố nằm ở vùng ngoại ô phía đông bắc của thủ đô Warsaw, thuộc miền trung Ba Lan.
Marki được thành lập vào năm 1967. Theo tiêu chuẩn của Ba Lan, Marki là một thành phố tương đối trẻ và là một trong những thành phố phát triển nhanh nhất ở tỉnh Masovian. Marki bao gồm ba quận: Marki, Pustelnik và Struga. Mỗi quận có bưu điện riêng, với mã zip được chỉ định. Tổng diện tích của thành phố là 26,03 km². Tính đến năm 2013, dân số của thành phố là 29.032 người.
Marki từ lâu đã gắn liền với các ngành công nghiệp, song song với việc sản xuất thì lĩnh vực dịch vụ đang thực sự bùng nổ ở thành phố này. Marki có một hệ thống giáo dục công cộng rộng lớn với sáu trường tiểu học, hai trường mầm non và trường trung học. Mặc dù, hiện nay ở thành phố không có bệnh viện, nhưng có một vài phòng khám công và phòng khám tư nhân dành cho cư dân của thành phố.

## Vị trí địa lý
Marki được bao quanh bởi các khu rừng và các đồng cỏ. Các điểm tham quan du lịch nổi tiếng gồm có các ao, hồ nhân tạo và những con đường mòn kéo dài. Marki có hai khách sạn, một ở Marki và một ở Struga. Phía đông bắc của Marki, có một cột buồm cao 100 m được sử dụng cho bộ tiếp sóng vô tuyến của Telekomunikacja Polska và Centertel.

## Lịch sử
Vào đêm Giáng sinh năm 1909, họa sĩ kiêm nhà soạn nhạc người Litva Mikalojus Konstantinas iurlionis rơi vào tình trạng trầm cảm nghiêm trọng. Đầu năm 1910, ông đã phải nhập viện trong bệnh viện tâm thần "Czerwony Dwór" (Red Manor) ở Pustelnik, nay được sáp nhập vào Marki. Trong khi đang điều trị tại bệnh viện này, ông qua đời vì bệnh viêm phổi năm 1911 (hưởng thọ 35 tuổi). Người ta đã đặt một tấm biển ở ngay bên cạnh của bệnh viện này kỷ niệm sự ra đi của một trong những nhân vật có ảnh hưởng lớn nhất đối với nền văn hóa đương đại của Litva.

## Giao thông
Marecka Kolej Dojazdowa là tuyến đường sắt nối Warsaw với Marki và Radzymin, hoạt động từ năm 1896 đến 1974.

## Hình ảnh

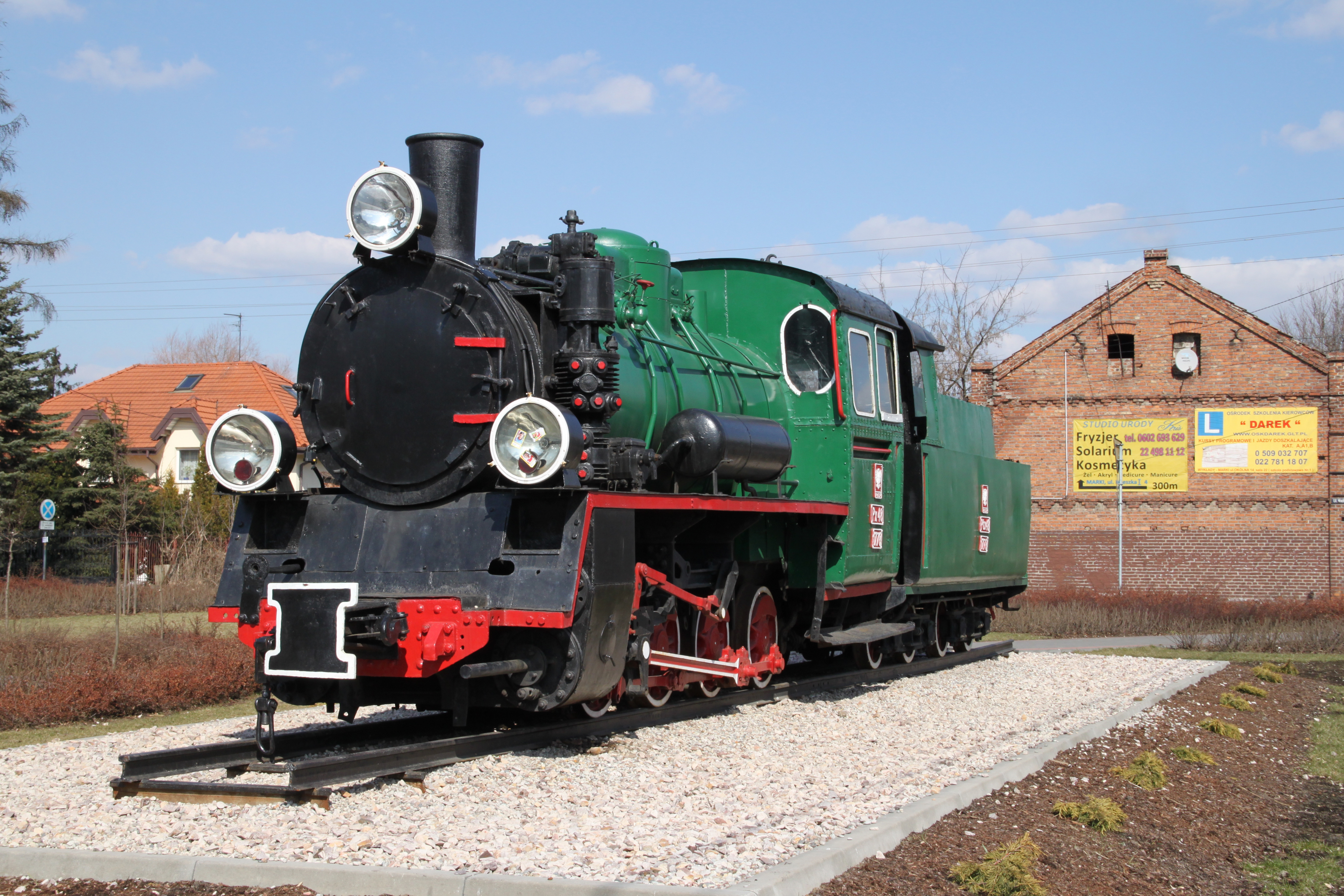
Đầu máy hơi nước khổ hẹp Px48-1778 trong vùng lân cận Tòa thị chính vinh danh Marecka Kolej Dojazdowa.
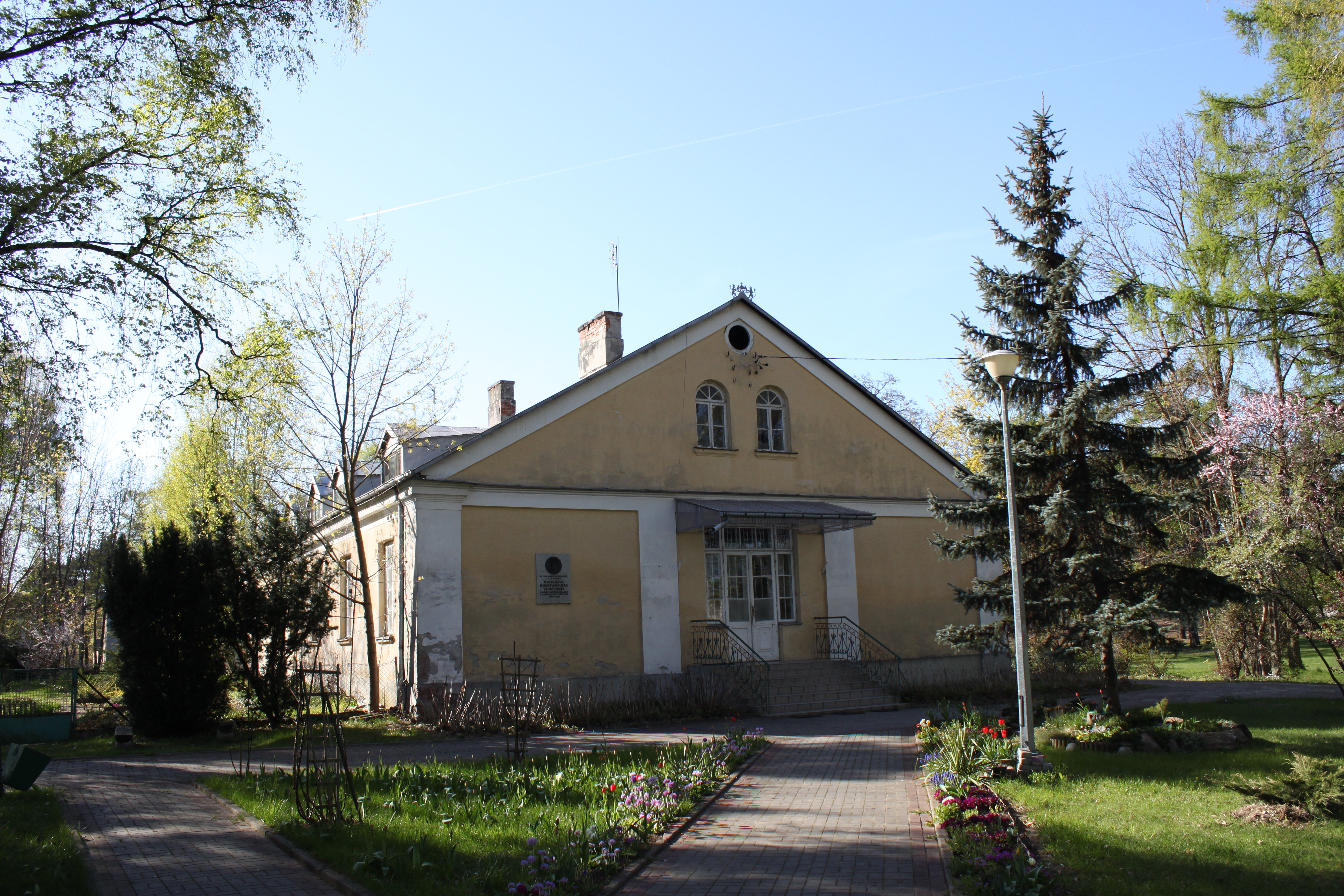
Bệnh viện cũ nơi Mikalojus Konstantinas iurlionis chết.
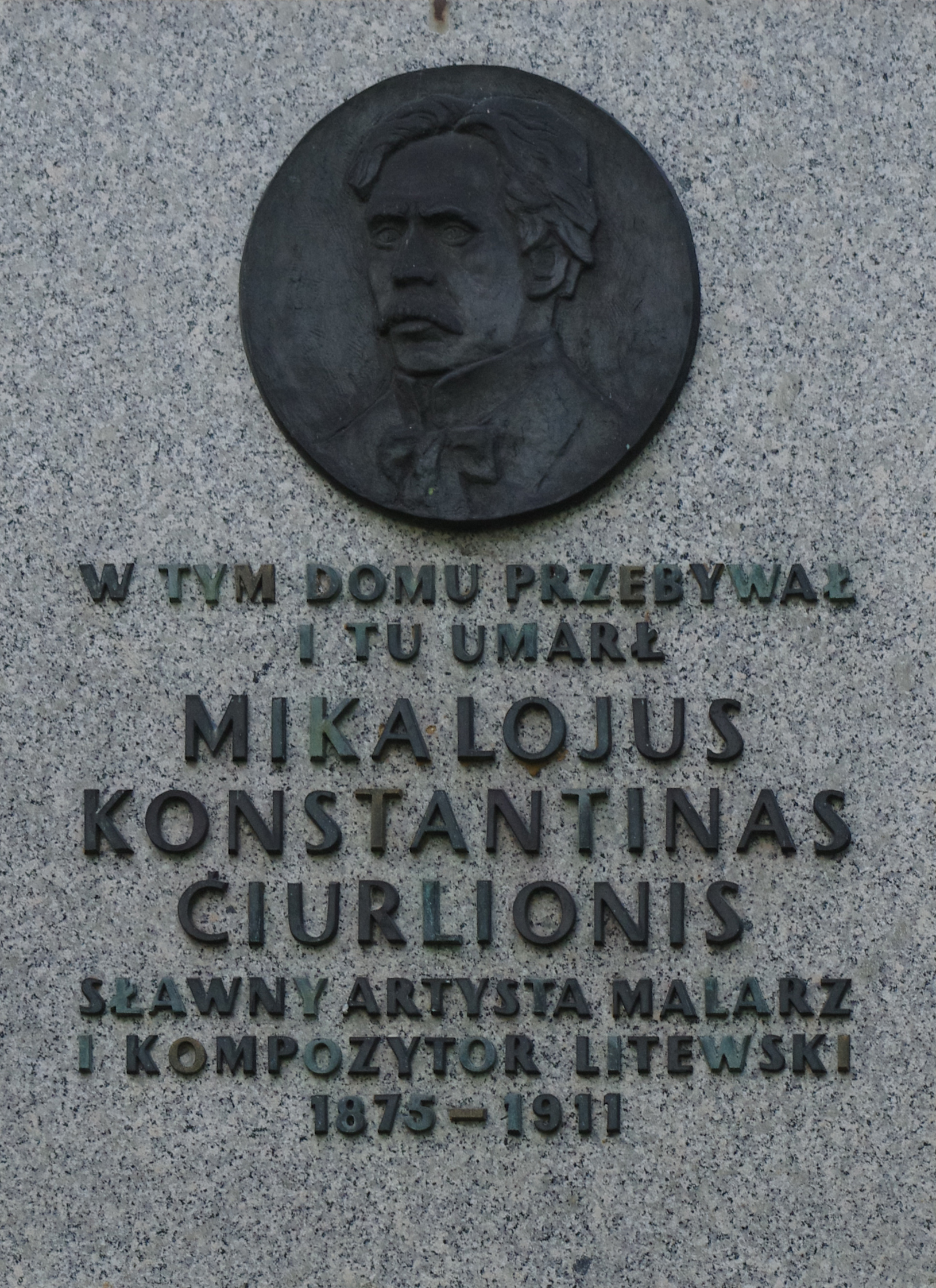
Tấm bia kỷ niệm trên bệnh viện cũ nơi Mikalojus Konstantinas iurlionis qua đời.
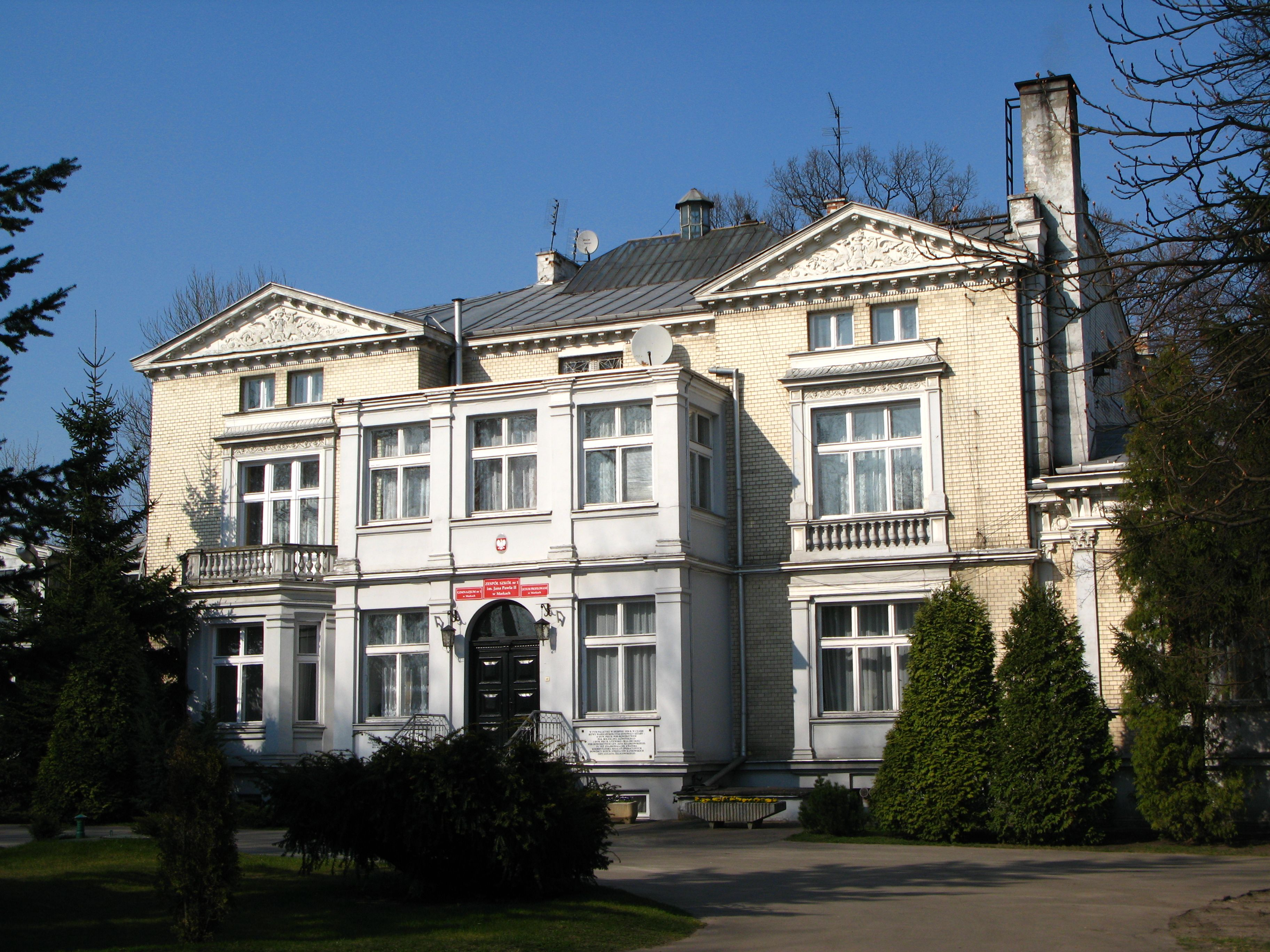
Cung điện Briggs
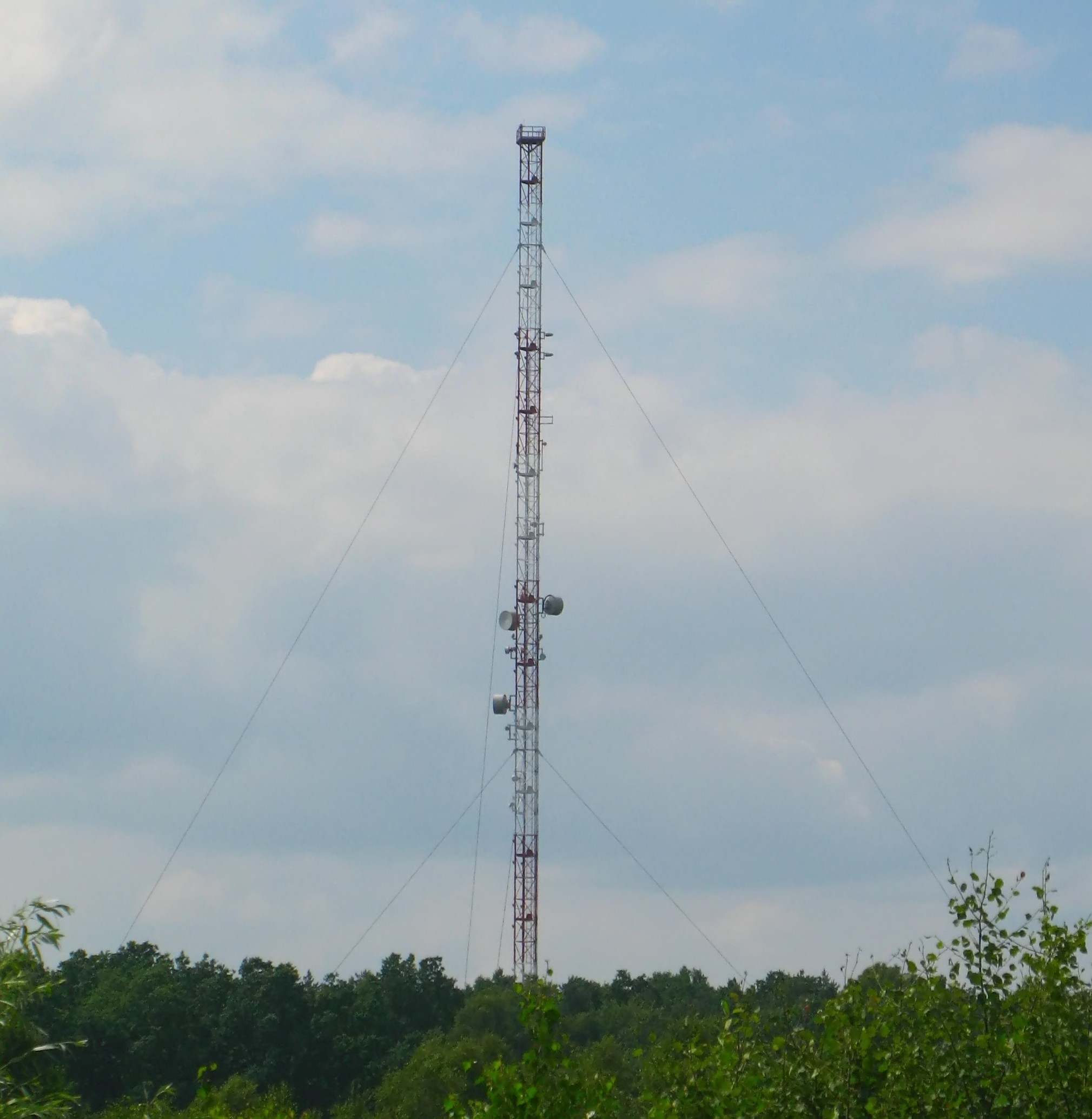
Rơle phát thanh Marki